# Whigfield II
Whigfield II er det andet studiealbum fra den dansk dance-sanger Whigfield. Det blev udgivet i 1997.
Der blev udgivet fem singler fra albummet: "Givin All My Love", "No Tears to Cry", "Baby Boy", "Gimme Gimme" og "Saturday Night (Edit '97)".

## Spor
1. Givin All My Love 3:34
2. No Tears to Cry (Organ Mix) 3:47
3. Baby Boy (Original Radio) 3:39
4. Tenderly 4:01
5. What We've Done For Love 3:47
6. Lover 3:56
7. Gimme Gimme 3:23
8. Whiggy Whiggle 3:44
9. Forever On My Mind 4:03
10. Through The Night 3:54
11. Summer Samba 3:48
12. Saturday Night (Edit '97; remixed by M&M) 3:28
13. Last Christmas (Major Cut) 3:52
14. Mega Ricks Mix (Think of You/Another Day/Saturday Night/Sexy Eyes; mixed by Edwin & Richard Van't Oost) 4:28